# توماس ديكون
توماس ديكون هو قاضي وسياسي كندي، ولد في 7 نوفمبر 1832 في كندا، وتوفي في 18 مارس 1911 في بيمبروك في كندا. حزبياً، نشط في حزب أونتاريو المحافظ التقدمي. وقد انتخب عضو برلمان مقاطعة أونتاريو.